# Canhotinho (músico)
Roberto Barbosa, conhecido como Canhotinho do cavaquinho, (Espírito Santo do Pinhal, 14 de setembro de 1938) é um músico, compositor e instrumentista brasileiro.
Foi considerado pelo próprio Waldir Azevedo, o Rei do Cavaquinho, como seu legítimo sucessor.
Canhotinho é um dos integrantes do grupo vocal-instrumental mais antigo e atuante do Brasil, o Demônios da Garoa. Entrou no conjunto em 1962 e é considerado o melhor cavaquinho do Brasil. Fez parte também do regional de choro de Carlos Poyares. Em ambos os conjuntos esteve presente também Ventura Ramirez no violão de 7 cordas.
Ainda jovem, seu pai dizia que a vida de músico não levaria a nada, e o levou para trabalhar em uma fábrica de cerâmica. Ao chegar para seu primeiro dia de trabalho, foi alocado para trabalhar em uma máquina na qual, no dia anterior, o funcionário que a operava teve o dedo amputado. Saiu de lá imediatamente, para nunca mais voltar. Disse a seu pai "esses dedos aqui valem ouro!".
Canhotinho, que aprendeu seus primeiros acordes ao cavaquinho com sua mãe, iniciou sua carreira aos 14 anos, quando fugiu de casa com o circo-teatro Irmãs Miranda. Apesar do pedido dos pais para que retornasse para casa, o músico permaneceu no circo, seguindo por quatro anos, até fugir novamente - dessa vez, para aderir ao serviço militar brasileiro, uma vez que o circo também não o deixava sair.
Mas nem o serviço militar o afastou da música. Enquanto ainda era soldado, Canhotinho chegou a ter a voz de prisão decretada, por fugir para se apresentar musicalmente. No entanto, conseguiu convencer seus superiores a revogarem a pena, mostrando que trabalhava como músico para completar o orçamento de casa.
Pouco tempo depois, foi contratado pela TV Record para seu casting de músicos, e lá se apresentava ao violão. Passou a ganhar uma quantia considerável, e obteve, finalmente, a bênção do pai para a carreira musical. Ficou lá por pouco tempo, apesar do enorme sucesso. Foi logo sondado, em 1962, pelos Demônios da Garoa, que o queriam de qualquer maneira no conjunto. Nos primeiros ensaios, ao violão, Canhotinho dizia não estar muito confortável para fazer as baixarias e cantar ao mesmo tempo. Falava que seu instrumento era o cavaquinho, e nem isso afastou o interesse do conjunto, que, prontamente, disse que ele podia entrar para os Demônios da Garoa tocando seu instrumento. Foi, então, o primeiro cavaquinista oficial do conjunto (que, em gravações prévias, contou com a participação, como convidado, do cavaquinista Mestre Xixa).
Canhotinho permaneceu no Demônios da Garoa entre 1962 e 1989, quando sai temporariamente do conjunto. Nesse período, excursionou por diversos países da Europa na condição de solista de cavaquinho. Ao retornar para o Brasil, criou, em conjunto com outro ex-integrante do Demônios da Garoa, Cláudio Rosa (irmão do fundador do conjunto Arnaldo Rosa), pandeirista, o conjunto Caras & Coroas, que contava também com a participação, dentre outros, do maestro Marco Bernardo (sobrinho de outro ex-fundador dos Demônios da Garoa, Arthur Bernardo), ao teclado. Em meados dos anos 1990, o conjunto fez relativo sucesso, chegando a gravar algumas faixas em estúdio - a maioria de autoria do Canhotinho. Contudo, o conjunto não chegou a lançar nenhum disco, pois Cláudio e seu filho optaram por pegar o dinheiro recebido nos diversos shows e investir em coisas pessoais. Em 1998, Canhotinho lança o CD solo, como cantor e compositor, "Clareando", onde homenageia, entre outros, Clara Nunes e seu grande mestre e amigo Waldir Azevedo.
Em 1999, após dez anos fora, recebe o convite para retornar aos Demônios da Garoa, de onde não mais saiu. Ao longo de sua carreira com os Demônios da Garoa, o conjunto gravou diversas músicas suas, dentre elas Paz e Amor, Pente de Careca, Tôrre de Babel - que nomeou um dos LPs do conjunto, O Cantor, Tadinho do Home (em parceria com Adoniran Barbosa), Vendi meu Samba, Pela Madrugada, Guerra dos Amores, Foi só Deus Querer, Samba Gegnial (que nomeou um LP do conjunto) e Toda a Lágrima. O CD Demônios da Garoa 60 Anos - Ao Vivo, lançado em 2003, é o disco do conjunto que mais contém músicas do Canhotinho, sendo elas: Preciso de Você, Logo Seremos Três, Meu Cavaco, Fada Feiticeira, "Nosso Amor", e "Franciscos", que foi a primeira música instrumental lançada em disco pelos Demônios da Garoa. Em 2010, a música Amores do Metrô, de sua autoria e interpretada pelo conjunto, foi tema da novela Tempos Modernos, da Rede Globo.
Como solista, Canhotinho tem diversos discos gravados. O primeiro deles foi o LP Valsas Inesquecíveis, assinado como Canhoto (Solista de Cavaquinho), lançado em 1967 pela gravadora Continental. Em 1974, lança o LP Pedacinhos do Céu, assinado como Roberto (Canhoto) - Solista de Cavaquinho, pela gravadora Beverly, em som stereo. Nesse disco, foram incluídas duas parcerias suas com Ventura Ramirez, sendo elas: Poema de Amor, um bolero, e Segura Violão, um choro. Seu maior sucesso como solista, contudo, veio na forma de uma homenagem póstuma ao seu mestre maior. Luz e Sombra - o LP que Waldir Azevedo não Gravou, assinado como Canhotinho, lançado em 1983. O disco inclui falas de Waldir Azevedo feitas em uma fita cassete, para os integrantes do conjunto que o acompanharia nas gravações desse disco. Os arranjos já estavam feitos, as músicas selecionadas, e as gravações prestes a começar, quando, vítima de problemas cardíacos, Waldir Azevedo faleceu antes do início das gravações. Como forma de homenageá-lo, Canhotinho foi convidado a assumir o papel de solista e a gravar, tal qual o título do disco coloca, o disco que Waldir Azevedo não gravou. Sua escolha como solista se deu pelo fato do próprio Waldir Azevedo, em vida, tê-lo reconhecido como seu legítimo sucessor, sendo o único, àquela época, que havia conseguido seguir e aprimorar a técnica do cavaquinho como instrumento de solo desenvolvida por Waldir. Dentre as músicas que Waldir havia ensaiado para gravar está uma de autoria do Canhotinho, Baião 2000, que Waldir Azevedo afirmava que seria o próximo Delicado (em alusão ao baião que o tornou famoso mundialmente como solista de cavaquinho). Waldir Azevedo aprendeu essa música nos bastidores de uma série de shows que fez, ao final dos anos 1970, em uma caravana com diversos músicos, como Luiz Gonzaga, Clara Nunes, João Bosco, Regional do Caçulinha e os Demônios da Garoa. Nas passagens de som, Canhotinho tocava seu baião - o que chamou a atenção do Rei do Cavaquinho. Waldir Azevedo chamou de lado Canhotinho e disse que retiraria uma de suas músicas do LP que ele iria gravar para acrescentar Baião 2000, que seria colocada como a música de trabalho do disco, de tanto que ele previa seu sucesso. Após a gravação de Luz e Sombra, Canhotinho recebe o epíteto de Príncipe do Cavaquinho, em alusão ao epíteto do homenageado. A capa do disco foi idealizada e produzida por Paulinho da Viola, mostrando um cavaquinho inacabado. Paulinho da Viola, além de músico, é também luthier, e o cavaquinho mostrado na foto estava sendo fabricado por ele. O cavaquinho utilizado na gravação desse LP pertenceu ao próprio Waldir Azevedo, que, em vida, prometeu que lhe daria um de seus instrumentos. A promessa foi mantida após seu falecimento, tendo sua viúva, dona Olinda Azevedo, presenteado Canhotinho com esse cavaquinho (de faia, da fábrica Do Souto, utilizado por Waldir Azevedo em shows e na gravação do LP Minhas Mãos, Meu Cavaquinho). Algumas dessas gravações foram reeditadas em CDs, sendo o mais completo Canhotinho Interpreta Waldir Azevedo. Esse CD, curiosamente, Canhotinho sequer soube do laçamento, tendo ficado sabendo quando um amigo lhe liga para parabenizá-lo pelo 'novo' disco.
Como compositor, além das diversas músicas gravadas pelos Demônios da Garoa, recebeu diversos prêmios, entre eles, foi premiado no II Festival de Chôro da TV Bandeirantes, em 1978, com o choro "Nostálgico", defendido, como solistas, por Canhotinho, o grande flautista Carlos Poyares e o acordeonista Antônio Bombarda, com acompanhamento, dentre outros, do fiel companheiro Ventura Ramirez ao 7 Cordas. Em 1999 é homenageado pelo maestro Marco Antonio Bernardo, antigo companheiro no conjunto Caras & Coroas, com o CD Homenagem a Canhotinho, no qual o maestro faz a transposição das músicas instrumentais de Canhotinho do cavaquinho para o piano. Em duas faixas, o homenageado acompanha o autor do CD, sendo elas Franciscos - um choro-canção, segundo Canhotinho, feito em um dia que estava triste pela saúde de sua mãe, a mulher que mais amou na vida, sob inspiração de seu pai Francisco, São Francisco de Assis e o médium espírita Chico Xavier, e o frevo De São Paulo a Recife. O CD também deu origem a um álbum completo com os arranjos feitos por Marco Antonio Bernardo, deixando as partituras completas das composições de Canhotinho.
Além de homenagens como compositor, Canhotinho foi homenageado também por diversos fabricantes de instrumentos - luthier, dando seu nome a modelos de cavaquinho. Dentre os mais famosos, encontram-se duas referências da construção de instrumentos do Brasil: tanto a fábrica Do Souto, da loja Ao Bandolim de Ouro, no Rio de Janeiro, quanto a fábrica JB, do luthier João Batista (inicialmente alocada em São Paulo, e agora na cidade natal de seu fabricante, João Pessoa, PB) têm modelos de cavaquinho denominados Canhotinho, em homenagem ao músico.
Em 2012, Canhotinho ficou alguns meses afastado do Demônios da Garoa por problemas de saúde, felizmente vencidos. Planeja seu retorno às atividades regulares do conjunto em janeiro de 2013. Como agradecimento à sua recuperação, compôs a valsa "Ternura", ainda inédita.